# Moëslains
Moëslains è un comune francese di 465 abitanti situato nel dipartimento dell'Alta Marna, nella regione del Grand Est.

## Società

### Evoluzione demografica
Abitanti censiti